# Vocabolario degli Accademici della Crusca
Il Vocabolario degli accademici della Crusca è stato il primo vocabolario della lingua italiana. Uscito nel 1612, fu realizzato e pubblicato dall'Accademia della Crusca, istituzione culturale fondata a Firenze nel 1583. È stato anche il secondo grande vocabolario di una lingua moderna, preceduto solamente di un anno dal Tesoro della lingua spagnola di Sebastián de Covarrubias (1611).

## Genesi

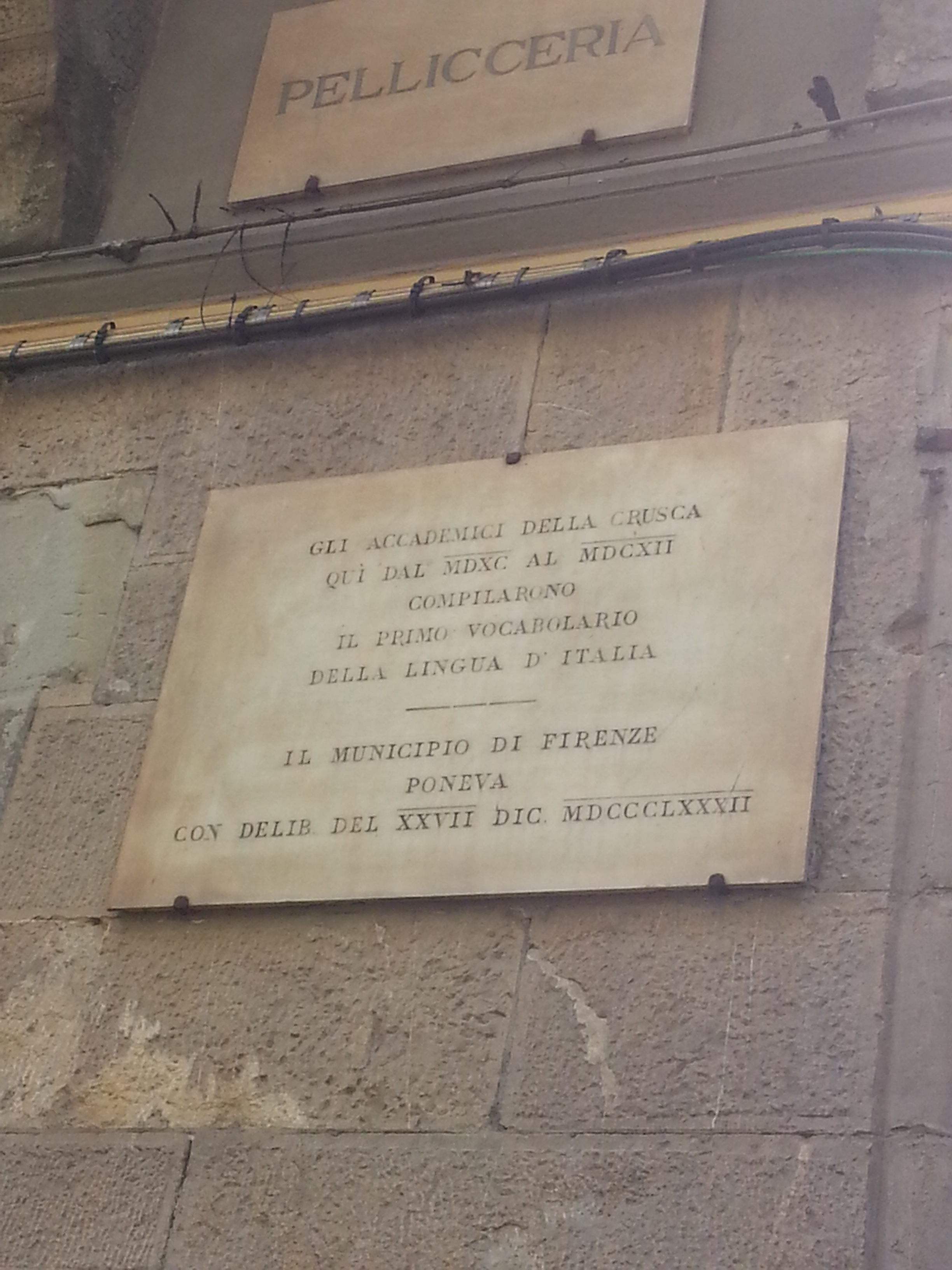
Lapide commemorativa del primo vocabolario italiano, murata in via Pellicceria a Firenze, nei pressi del Palagio di parte Guelfa

Nel 1583 venne fondata a Firenze l'Accademia della Crusca con lo scopo di effettuare la codificazione lessicografica della lingua toscana. Vi si dedicarono a tempo pieno trentacinque accademici che lavorarono alla catalogazione dei lemmi attingendo quasi esclusivamente alle opere letterarie fiorentine del Trecento. L'obiettivo era quello di compilare un grande dizionario. L'opera fu redatta interamente a Firenze e stampata a Venezia, centro di eccellenza dell'arte tipografica italiana ed europea. Della stampa si occupò Bastiano de' Rossi, segretario dell'Accademia.
Appena concepita, l'opera fu intitolata Vocabolario della lingua toscana (1608). Quando era stata ultimata ed era già partita la richiesta di autorizzazione alla stampa, si attivò tra gli accademici una lunga discussione sul titolo definitivo, che proseguì fino al 1610. Non essendo stato raggiunto un accordo unanime, venne scelto il titolo neutrale di Vocabolario degli Accademici della Crusca con l'aggiunta della dicitura «cavato dagli scrittori e uso della città di Firenze» (come si legge alla fine della Istruzione firmata il 13 ottobre 1610 dai deputati al vocabolario). La dicitura Vocabolario della lingua toscana non fu abbandonata del tutto: comparve infatti nel nullaosta editoriale concesso da Venezia nel gennaio 1611. Il testo dell'autorizzazione fu riportato subito dopo il frontespizio della prima edizione.

### Il primoVocabolario
L'edizione originale fu pubblicata nel 1612 presso la tipografia Alberti. Dai tratti marcatamente classici, intendeva comprendere solo parole della lingua toscana, in particolare il lessico degli scrittori fiorentini del Trecento (Dante, Petrarca, Boccaccio, le "Tre Corone") e gli autori del XIV secolo (il Secolo d'oro).
Il progetto venne messo a punto nel 1591, grazie all'interesse di Lionardo Salviati verso la filologia; Salviati, basandosi sulle idee bembiane in ambito linguistico, condusse lo spoglio non limitandosi alle Tre Corone fiorentine, ma allargandosi a tutti gli autori, purché trecentisti e fiorentini. Divennero di grande importanza allora i cosiddetti "testi a penna", ovvero i manoscritti inediti posseduti dai singoli accademici. Lo spoglio, però, riguardò anche autori successivi (come Lorenzo de' Medici, Berni, Machiavelli, Salviati stesso) o non fiorentini (come Bembo e l'Ariosto), anche se dei primi furono scelte le voci d'uso e dei secondi solo le parole più belle e di matrice fiorentina.
Per quanto riguarda il lemmario, si ebbe una larga presenza di forme locali, soprattutto fiorentine, con l'accoglimento pure di alcuni latinismi. Vennero escluse peraltro forme già consuete nell'uso, anche scritto, e le voci tecnico-scientifiche furono scarsamente presenti e descritte in modo sommario.
La struttura della voce si differenzia da quella tipica dei dizionari del XVI secolo. Vengono meno, infatti, le distinzioni fra lingua della prosa e della poesia, il riferimento agli usi regionali e alle questioni grammaticali. In campo etimologico vengono spogliate solamente quelle "che abbiano gentilezza e sieno a proposito". Gli articoli, inoltre, si uniformano: le definizioni sinonimiche vedono per i nomi concreti un solo sinonimo, mentre per i nomi astratti una serie sinonimica; gli omonimi di diversa categoria grammaticale vengono segnalati come tali e, infine, i participi sono registrati sotto l'infinito del verbo se non hanno chiaro valore autonomo.
Nonostante le critiche per il fiorentinismo arcaicizzante adottato, il Vocabolario s'impose largamente sia in Italia sia all'estero; la sua superiorità nei confronti dei lessici preesistenti «consisteva soprattutto nell'organizzazione tecnica dell'opera, e nel gran numero di citazioni, curate in maniera per quei tempi esemplare». L'opera era anche innovativa perché costituiva «uno dei primi tentativi d'introduzione dell'ordine alfabetico (e non per soggetto) delle voci e di metodo di definizione e documentazione lessicale, divenuto in seguito consuetudinario per opere di tal genere».

### Seconda edizione

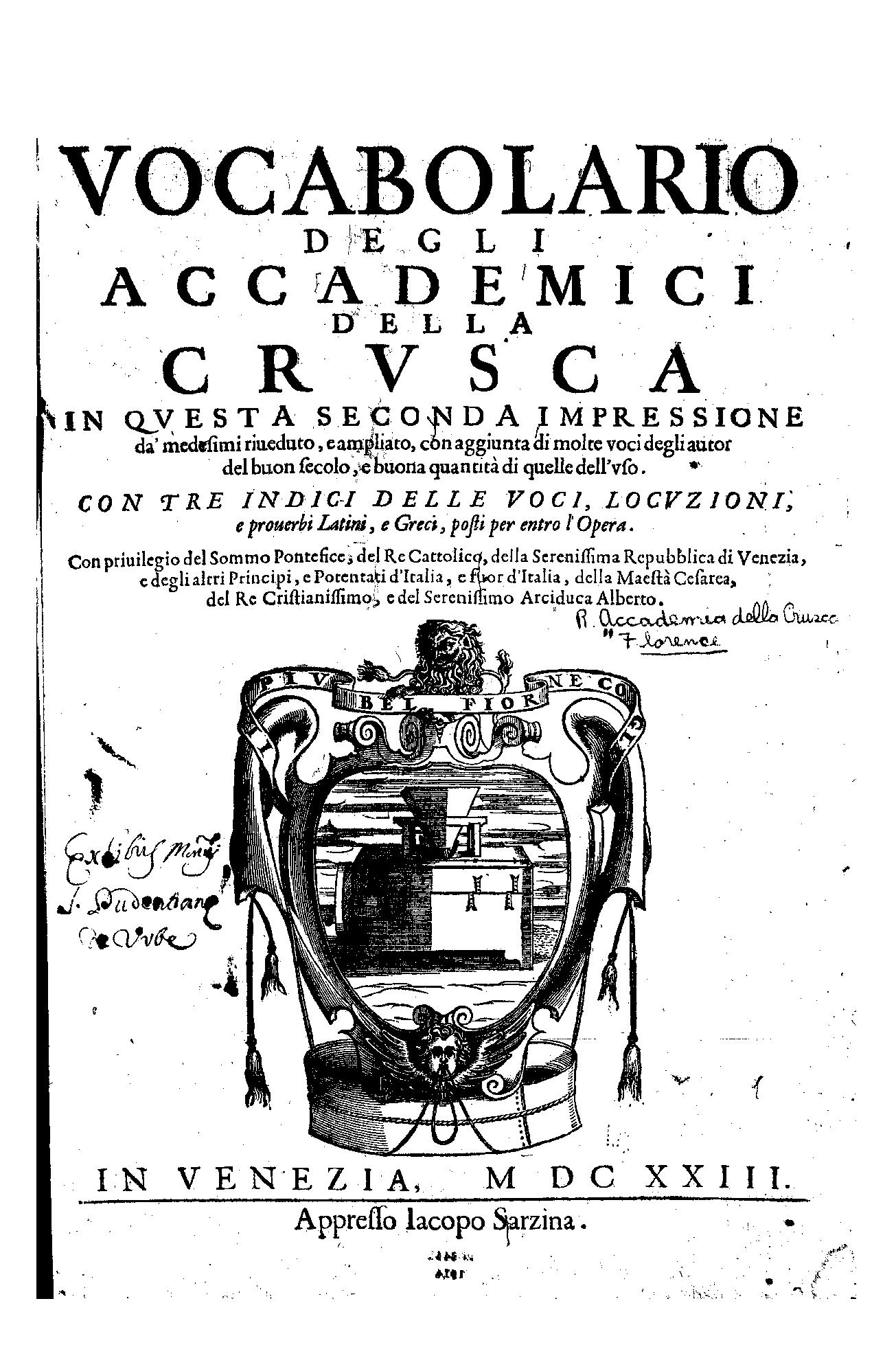
Frontespizio della seconda edizione del Vocabolario (1623).

La seconda edizione, a cura di Bastiano de' Rossi, uscì a Venezia nel 1623. Si trattava di poco più che una ristampa, anche se «comprendeva comunque tra i nuovi autori accolti Annibal Caro, Lorenzo de' Medici, Michelangelo, Claudio Tolomei, (...) Ludovico Martelli, Bernardo Segni».
Rispetto all'edizione precedente, aumentò il numero dei nomi astratti e fu migliorato il metodo di costruzione degli articoli, evitando rinvii inopportuni o scomodi.

### Terza edizione
Le scelte operate in occasione della prima edizione del Vocabolario generarono molte critiche - che si affiancarono ai grandi apprezzamenti - di cui gli accademici tennero conto per il successivo lavoro.
In particolare, la terza edizione, datata 1691 stampata a Firenze in tre volumi, presentò novità di grande rilievo:
- fu inserita l'indicazione va (voce antica) per segnalare le parole che venivano registrate quale mera testimonianza storica e non più come esempio da seguire;
- la lista degli autori da cui furono tratti gli esempi era molto più ampia e comprendeva anche quelli recenti;
- aumentò il numero delle voci tratte da opere scientifiche del Seicento, anche dal Dialogo sopra i due massimi sistemi del mondo di Galileo. In quest'ambito risultò importante il lavoro degli accademici Redi (famoso peraltro per le sue falsificazioni sotto il nome dell'autore da lui inventato, Sandro da Pippozzo) e Magalotti, nonché del principe Leopoldo de' Medici, il quale, grazie all'inchiesta dal vivo, introdusse il lessico legato alla caccia, all'architettura militare e alla marineria;
- il lemmario si arricchì di suffissati e alterati;
- alcune voci non avevano citazioni d'autore, poiché sulla loro correttezza garantiva lo stesso Vocabolario;
- erano presenti numerosi forestierismi e voci d'uso comune.

### Quarta edizione

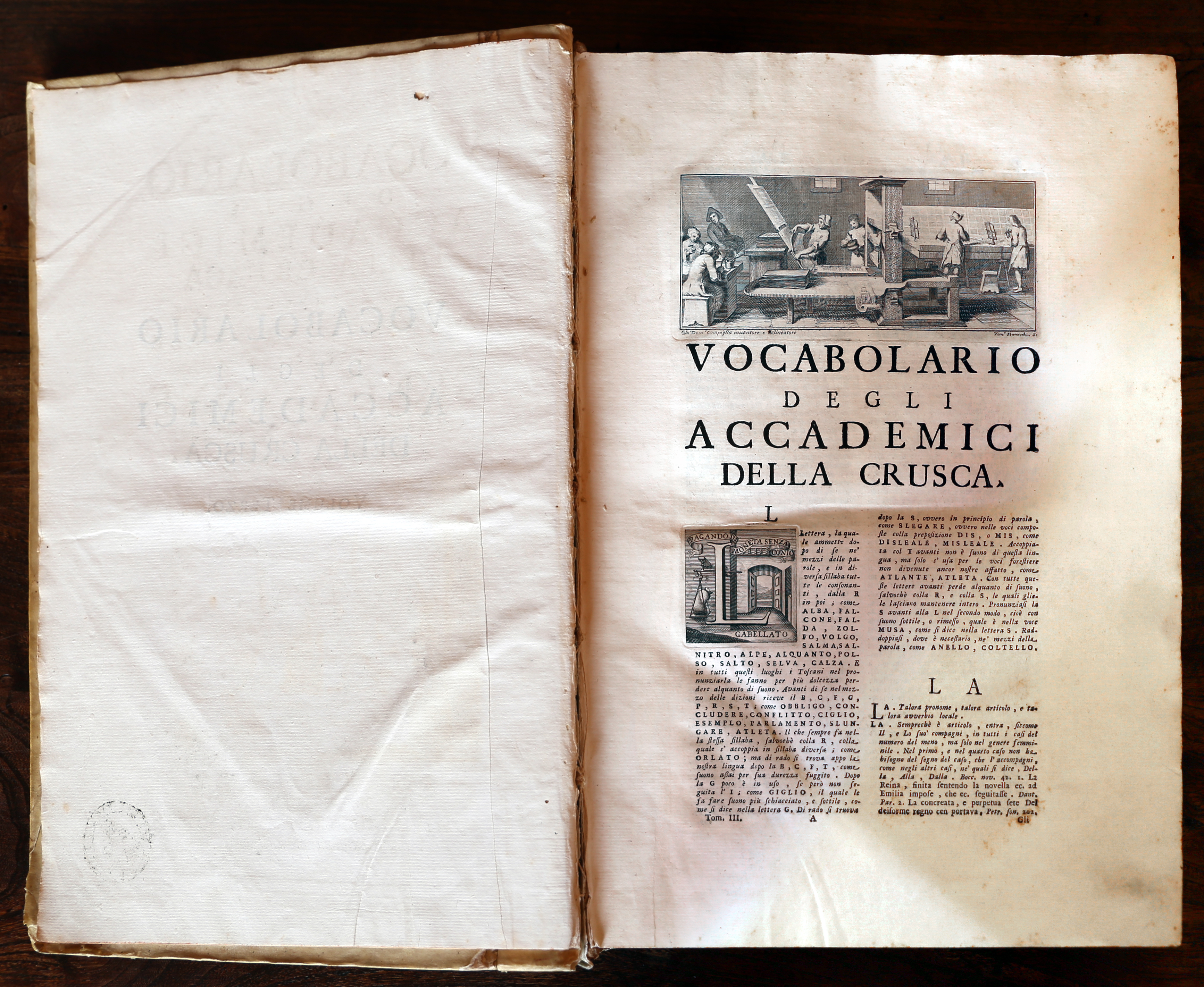
Pagina iniziale del volume III della quarta edizione del Vocabolario

La quarta edizione apparve a Firenze in sei volumi usciti dal 1729 al 1738 presso Domenico Maria Manni. La «gamma dei modelli linguistici fu estesa anche a Sannazaro, Cellini, Benedetto Menzini, Lorenzo Lippi».
Novità rispetto all'edizione precedente:
- aumento delle voci basse legate al mondo contadino, delle voci affettive[non chiaro] e delle famiglie di parole;
- registrazione di forestierismi documentabili anche con citazioni d'autore;
- messa in evidenza delle diverse stratificazioni della lingua e dei livelli stilistici;
- fra le voci scientifiche, accoglimento di vocaboli dotti di origine greca o latina;
- chiusura maggiore all'ambito tecnico-scientifico.

### Quinta edizione
La lingua ufficiale dell'amministrazione napoleonica dell'ex Granducato fu il francese. Tutte le leggi, i proclami, le lettere, i manifesti, gli editti, ecc. furono scritti in quell'idioma. Tuttavia Napoleone il 9 aprile 1809 concesse ai fiorentini, con un decreto emesso dal Palazzo delle Tuileries, di parlare la propria lingua. Il decreto recitava: «La lingua italiana potrà essere impiegata in Toscana a concorrenza colla lingua francese, nei tribunali, negli atti passati davanti ai notari e nelle scritture private». Inoltre, per far sfoggio della benevolenza francese, si aggiungeva: «Noi abbiamo fondato e fondiamo col presente decreto un premio annuale di 500 napoleoni, [...] che verrà dato, secondo il rapporto che ci sarà fatto, agli autori le cui opere contribuiranno con maggiore efficacia a mantenere la lingua italiana in tutta la sua purezza».
Con il successivo decreto del 9 gennaio 1811 si ristabilì l'antica Accademia della Crusca «particolarmente incaricata della revisione del dizionario della lingua italiana, e della conservazione della purità della lingua medesima». Grazie a questa riapertura fu avviata la pubblicazione del quinto dizionario italiano dell'Accademia. Per gli accademici fu stabilito un assegno annuo di 500 franchi; di 1.000 franchi agli incaricati della compilazione del dizionario; di 1200 al segretario. Ma l'opera rimase incompiuta: la pubblicazione si arrestò dopo la lettera «O» (ultimo lemma: ozono), che fu terminata nel 1923.

### Il XX secolo
Nel 1965 fu sancita la separazione dell'Accademia dal progetto del Vocabolario.  Successivamente nacque l'«Opera del Vocabolario». Con l'abbozzo del Nuovo grande dizionario storico della lingua italiana si tornò a parlare del completamento dell'opera e della suddivisione del progetto in periodi storici.
Dal 1983 l'Opera del Vocabolario è un Istituto del Consiglio Nazionale delle Ricerche con sede presso l'Accademia della Crusca (legge del 6 gennaio 1983, n. 6).